# Choroba Strümplla
Choroba Strümplla (dziedziczna paraplegia spastyczna, ang. HSP hereditary spastic paraplegia) – choroba neurodegeneracyjna, charakteryzująca się nasiloną paraparezą i dodatkowymi objawami ze strony nerwu wzrokowego, móżdżku i kory mózgowej. Chorobę jako pierwszy opisał niemiecki neurolog Adolf von Strümpell (1853-1925).